# Hidalgo, Juárez
Hidalgo är en ort i Mexiko.   Den ligger i kommunen Juárez och delstaten Chiapas, i den sydöstra delen av landet, 600 km öster om huvudstaden Mexico City. Hidalgo ligger 47 meter över havet och antalet invånare är 281.
Terrängen runt Hidalgo är platt. Runt Hidalgo är det ganska glesbefolkat, med 27 invånare per kvadratkilometer. Närmaste större samhälle är Huimanguillo, 18,5 km norr om Hidalgo. Omgivningarna runt Hidalgo är en mosaik av jordbruksmark och naturlig växtlighet.